# (18775) Donaldeng
(18775) Donaldeng (1999 JD39) – planetoida z grupy pasa głównego asteroid okrążająca Słońce w ciągu 3,59 lat w średniej odległości 2,34 j.a. Odkryta 10 maja 1999 roku.